# Соколов, Николай Николаевич (генетик)
Николай Николаевич Соколов (21 сентября 1902, Слободской, Вятская губерния — 13 июня 1975, Москва) — советский генетик, доктор биологических наук (1966).

## Биография
Николай Соколов родился 21 сентября 1902 года в г. Слободской Вятской губернии. Через некоторое время переехал в Тверь, где поступил в Тверской учительский институт (ныне Тверской государственный университет), который окончил в 1927 году и остался там же, где год преподавал химию на рабфаке, затем работал лаборантом кафедры зоологии, данную должность он занимал ещё 2 года. В 1930 году Николай Николаевич был направлен в командировку в Москву, в аспирантуру МГУ, где под руководством Н. К. Кольцова изучал эволюцию хромосом.
С 1933 года Николай Николаевич работал в системе АН СССР, с 1933 по 1941 и с 1945 по 1948 год работал в Институте экспериментальной биологии.
В 1941 году после начала ВОВ решил уйти добровольцем на фронт, участвовал в обороне Москвы, затем в сражении на Курской дуге и наконец в боях за освобождение Львова.
Николай Николаевич в 1945 году окончил ВОВ в должности старшего лейтенанта медицинской службы. После демобилизации, Николай Николаевич вернулся в Институт экспериментальной биологии, где в 1946 году защитил кандидатскую диссертацию.
После августовской сессии ВАСХНИЛ 1948 г. Н. Н. Соколов был уволен, а отдел генетики, в котором он работал, был закрыт. В 1949 году Н. Н. Соколов  уехал работать в Якутский филиал АН СССР, где изучал особенности биологии песца. Н. Н. Соколов занимался разработкой рекомендации по рациональной организации промысла песцов и методов их вольерного содержания.
В 1956 году возвращается в Москву, где он 10 лет проработал в Институте биофизики, с 1966 по 1967 год работал в Институте общей генетики, с 1967 по 1975 год работал в Институте биологии развития.
Скончался Николай Соколов 13 июня 1975 года в Москве.

## Научные работы
Основные научные работы посвящены цитогенетике животных и растений.
- Изучал явления конъюгации хромосом, кроссинговер, межхромосомные эффекты инверсий.
- Совместно с Б. Н. Сидоровым и И. Е. Трофимовым впервые получил путём кроссинговера кольцевую хромосому дрозофилы.

## Научные труды
- Взаимодействие ядра и цитоплазмы при отдалённой гибридизации животных.— М.: Издательство АН СССР, 1959.— 147 с.